# ألياكساندر كولتشي
ألياكساندر ميكالايفيتش كولتشي (بالبيلاروسية: Аляксандр Мікалаевіч Кульчы) (مواليد 1 نوفمبر 1973) مدرب كرة قدم بيلاروسي ولاعب سابق. يعتبر اللاعب الأكثر مشاركة مع منتخب بيلاروس لكرة القدم بواقع 102 مباراة دولية.

## وصلات خارجية
- ألياكساندر كولتشي على موقع الاتحاد الدولي (مؤرشف)  (الإنجليزية)
- ألياكساندر كولتشي على موقع الاتحاد الأوربي (الإنجليزية)
- ألياكساندر كولتشي على موقع قاعدة بيانات كرة القدم.إي يو (الإنجليزية)
- ألياكساندر كولتشي على موقع ناشيونال فوتبول تيمز (الإنجليزية)
- ألياكساندر كولتشي على موقع Soccerway.com (الإنجليزية)
- ألياكساندر كولتشي على موقع عالم كرة القدم.نت (الإنجليزية)